# Rafael Gimenes da Silva
Rafael Gimenes da Silva, meglio noto come Rafinha (Rio de Janeiro, 5 luglio 1993), è un calciatore brasiliano, centrocampista del Pérolas Negras.

## Carriera
Il 18 gennaio 2019, Rafinha si è trasferito in Svezia, firmando un contratto con il Kalmar fino al 2022, il quale però è stato anticipatamente rescisso prima dell'inizio della stagione 2021.